# Publicistklubben
Publicistklubben (PK) är en ideell organisation vars främsta uppgift är att slå vakt om tryck- och yttrandefrihet.
PK grundades i Stockholm den 7 augusti 1874 och hade omkring 4 750 medlemmar i slutet av år 2008. Dess verksamhet finansieras av medlemsavgifter.

## Verksamhet
PK var ursprungligen en förening för social samvaro mellan anställda vid Stockholmstidningarna, men utvecklades med tiden till att bli en nationell samlingspunkt för debatt och yrkesfrågor för hela Mediesverige. Klubben vänder sig i dag främst till yrkesverksamma journalister och studenter samt fotografer i de traditionella medierna tidningar, tidskrifter, nyhetsbyråer, radio och TV, samt inom det nya mediesamhället. Även författare, lärare och forskare med inriktning på massmedia kan beviljas medlemskap. Andra som vill stötta organisationen kan ansöka om stödmedlemskap.
PK är en av huvudmännen bakom Medieombudsmannen och Mediernas etiknämnd, som övervakar hur medierna följer sina etiska regler och yrkesregler. PK fungerar även som remissorgan i frågor som rör villkoren för massmedierna i Sverige och ger ut en årsbok som uppmärksammar aktuella frågor inom mediedebatten i Sverige.

### Kretsarna
PK har sex lokala föreningar, kretsar, med egen verksamhet i olika delar av Sverige: PK Stockholm (som är den största), PK Södra, PK Västra, PK Östra, PK Södra Norrland och PK Norra Norrland. I Luleå finns en sektion som tillhör Norra Norrlands-kretsen. En tidigare krets, PK Mellersta, har lagts ned på grund av låg aktivitet. Medlemmarna anslöts till kringliggande kretsar. 
Klubbens nationella verksamhet sker genom samarbetsorganet PK Sverige, som leds av Stockholmskretsens ordförande. 

### Debatter
Aktiviteterna runt om i landet varierar, ofta med diskussioner och debatter med lokal anknytning. I Stockholm arrangerar PK debatter ungefär en gång i månaden. Då uppmärksammas oftast aktuella frågor som berör mediernas verksamhet och förutsättningar, till exempel pressetik, aktuella branschfrågor och mediernas roll och ansvar som samhällsbevakare. Enligt traditionen är det ordföranden som leder debatterna i PK. Även de övriga kretsarna arrangerar debatter och diskussioner på liknande teman. Stockholmskretsens debatter sändes på webben mellan 2008–2022. Sedan april 2022 publiceras debatterna som podcast.

## Stipendier och priser
PK står bakom flera utmärkelser och priser som belönar insatser inom den svenska medievärlden. Klubben har dessutom en omfattande stipendieverksamhet.

### Priser

#### Guldpennan
Priset Guldpennan instiftades till PK:s hundraårsjubileum 1974, och tilldelas "en person som i sin journalistiska yrkesutövning värnar om det svenska språket". Bland pristagarna finns många välkända journalister som Uno Stenholm, Barbro Alving, Annette Kullenberg, Tom Alandh och Peter Kadhammar.
Föreningen delar även ut ett Yttrande- och frihetspris, Publicistklubbens pris till Anna Politkovskajas minne,  till minne av den mördade ryska journalisten Anna Politkovskaja.
Dessutom står föreningens kretsar bakom olika regionalt baserade priser. Västra kretsen står till exempel bakom Dawit Isaak-priset.

#### Publicistklubbens stora pris
PK:s stora pris delas ut årligen och består av en prissumma på 30 000 kronor.

### Stipendier
En särskild nämnd, Hiertanämnden, har ansvar för PK:s stipendieverksamhet. Sammanlagt delar nämnden ut stipendier för cirka 1,5 miljoner kronor per år. Stipendieverksamheten startade 1901, och finansierades av medel som testamenterats av tidningsmannen Lars Johan Hierta, som grundade Aftonbladet. Stipendierna delas ut på Lars Johan Hiertas födelsedag 23 januari.

## Ordförande
Den nationella verksamheten leds av ordföranden för Stockholmskretsen. Många kända journalister har varit ordförande för PK i Stockholm, bland andra Ivar Österström, Gustaf von Platen, Örjan Wallqvist, Börje Dahlqvist, Monica Boëthius, Ingemar Odlander och Olle Stenholm.

### Senare års ordförande
- 1994–1997 – Annette Kullenberg
- 1997–2000 – Arvid Lagercrantz
- 2000–2004 – Jan Guillou[8]
- 2004–2008 – Stig Fredrikson[9]
- 2008–2012 – Ulrika Knutson[10][11]
- 2012–2014 – Stina Dabrowski[12]
- 2014–2017  – Björn Häger
- 2017–2019  – Anna Hedenmo
- 2019–2025 – Robert Aschberg[13]
- 2025– Camilla Kvartoft[14]

## Kända medlemmar
Många kända svenskar har varit medlemmar i PK under årens lopp. Hjalmar Branting var ordförande 1904 och Per Albin Hansson blev medlem 1917 och senare styrelsemedlem.[källa behövs] Förre statsministern Tage Erlander blev medlem 1935.[källa behövs]